# Gunnarskog
Gunnarskog – miejscowość (tätort) w Szwecji, w regionie administracyjnym (län) Värmland, w gminie Arvika.
Według danych Szwedzkiego Urzędu Statystycznego liczba ludności wyniosła: 275 (31 grudnia 2015), 261 (31 grudnia 2018) i 258 (31 grudnia 2019).